# Ibrahim Ghaleb
Ibrahim Ghaleb (ur. 28 września 1990 w Rahimie) – saudyjski piłkarz występujący na pozycji pomocnika, zawodnik reprezentacji narodowej.
W swojej karierze grał w dwóch saudyjskich klubach, do 2019 w Al-Nassr, w kolejnym roku podpisał kontrakt z Al-Faisaly, jednak nie rozegrał w tym klubie żadnego meczu.